# 巨勢邑治
巨勢 邑治（こせ の おおじ）は、飛鳥時代から奈良時代にかけての公卿。名は祖父とも記される。左大臣・巨勢徳多の孫で、中納言・巨勢黒麻呂の子。官位は正三位・中納言。

## 経歴
持統天皇7年（693年）事情を知りながら官物を盗難させたため、冠位を二階下げられた上で監物の官職を解任された。内蔵寮允・大伴男人ら他の関係者も断罪されており、内蔵寮の倉庫から官物を盗み出した横領事件と推測される。
文武天皇5年（701年）正月に務大肆・三河守の官位にあったが、遣唐使大位（三等官）に任ぜられる。同年3月の大宝令による位階制度の制定を通じて従五位下に叙爵。同年唐に向けて出航するも風浪が激しくて渡海できず、その後遣唐使節の交替があって邑治は遣唐副使に昇格し、翌大宝2年（702年）6月に唐に渡る。遣唐執節使・粟田真人らは慶雲元年（704年）帰国するが、邑治は唐に残留して慶雲4年（707年）3月に帰国を果たす。渡唐の功労により5月に綿・麻布・鍬・籾を与えられ、8月に位階を進められた（正五位上か）。
元明朝に入り、和銅元年（708年）播磨守に任ぜられると、和銅5年（712年）従四位下、和銅8年（715年）従四位上・右大弁に叙任されるなど、要職を務めて順調に昇進する。
元正朝では、養老2年（718年）中納言に任ぜられて公卿に列すと、養老3年（719年）正四位下・摂津国摂官、養老5年（721年）従三位と急速に昇進を果たした。
聖武朝の神亀元年（726年）2月に正三位に昇叙されるが、同年6月6日薨去。最終官位は中納言正三位。

## 官歴
『六国史』による。
- 時期不詳：監物
- 持統天皇7年（693年） 4月17日：降位二階、解監物
- 時期不詳：務大肆。三河守
- 文武天皇5年（701年） 正月23日：遣唐使大位（三等官）
- 時期不詳：従五位下。遣唐副使
- 慶雲4年（707年） 5月15日：綿・麻布・鍬・籾を賜与。8月16日：進位（正五位上か）
- 和銅元年（708年） 3月13日：播磨守
- 和銅5年（712年） 正月19日：従四位下
- 和銅8年（715年） 正月10日：従四位上。5月22日：右大弁
- 養老2年（718年） 3月10日：中納言
- 養老3年（719年） 正月13日：正四位下。9月8日：摂津国摂官
- 養老5年（721年） 正月5日：従三位
- 神亀元年（726年） 2月4日：正三位。6月6日：薨去